# Stránska
Stránska (v minulosti Stránske, maďarsky Oldalfala) je obec na Slovensku v okrese Rimavská Sobota. První písemná zmínka pochází z roku 1332. Žije zde 341 obyvatel. Rozloha obce činí 4,87 km².

## Kultura a zajímavosti

### Památky
- V obci se nachází Klasicistní kúria, původně z první poloviny 19. století. Stavba na půdorysu písmene L byla přestavěna v roce 1899 a poté roku 1925 do současné podoby. Dnes v budově sídlí dětský domov.[3]
- Reformovaný kostel, neoklasicistní jednolodní stavba s věží z roku 1896.

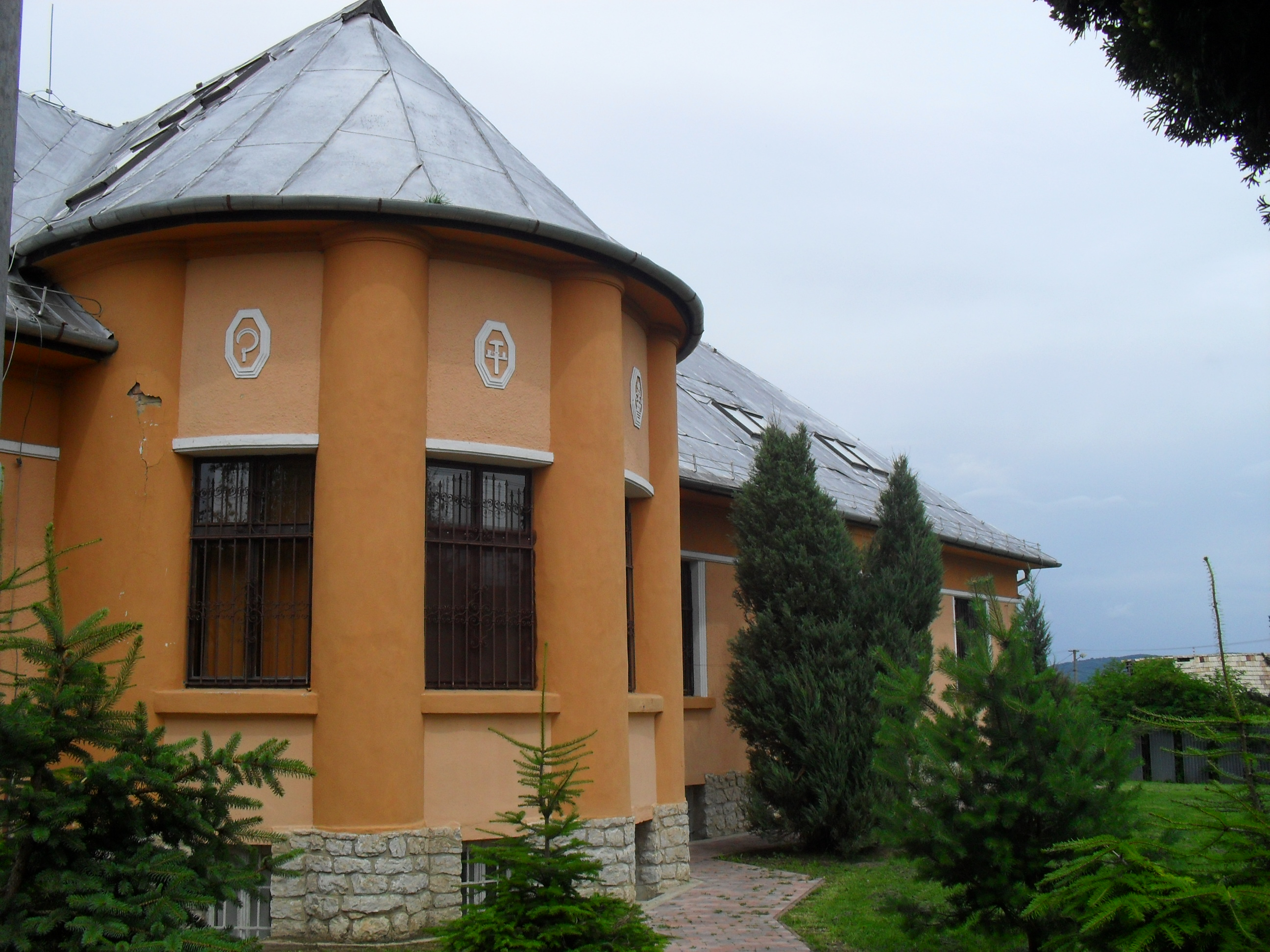
Kúria
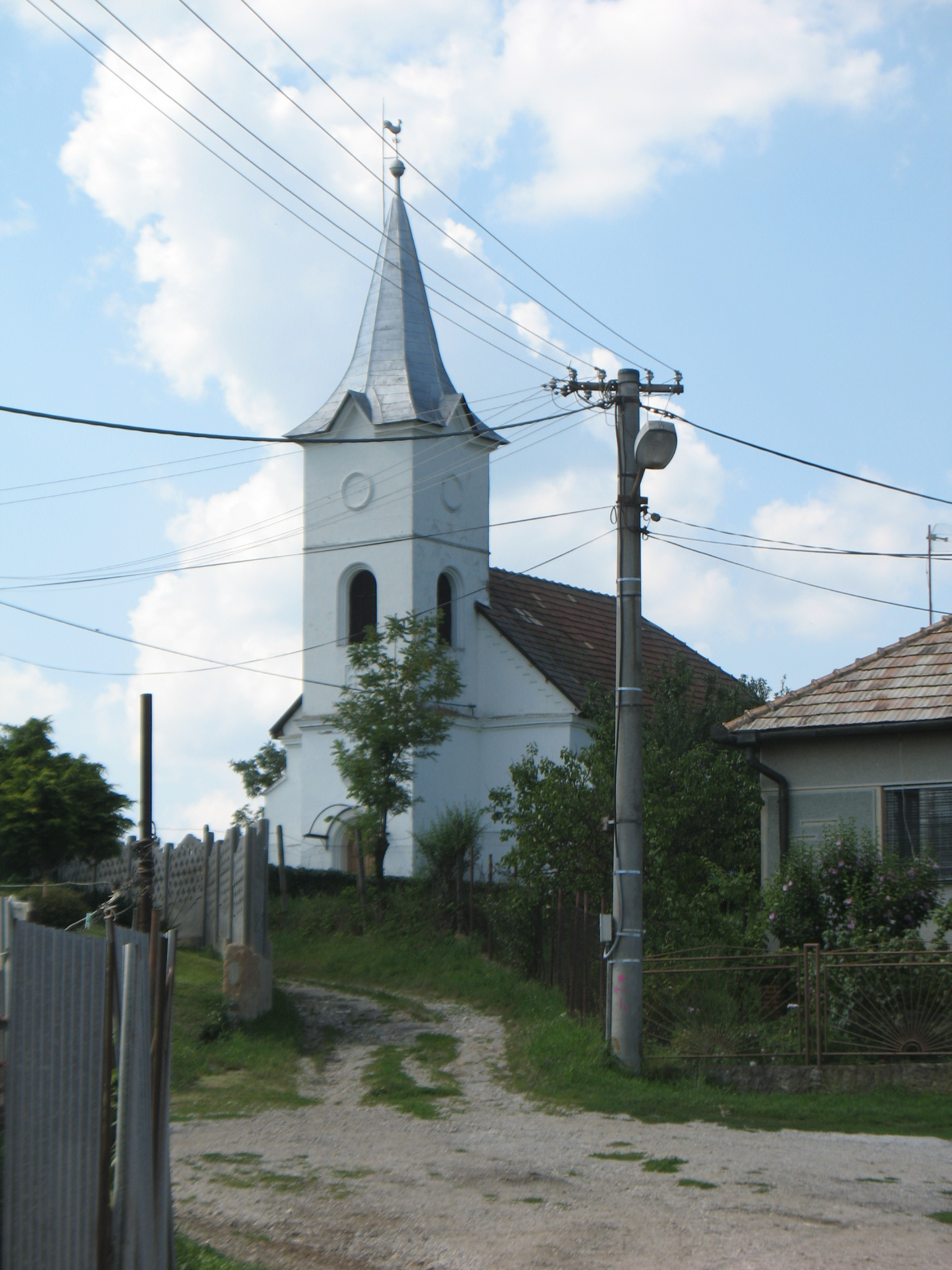
Reformovaný kostel
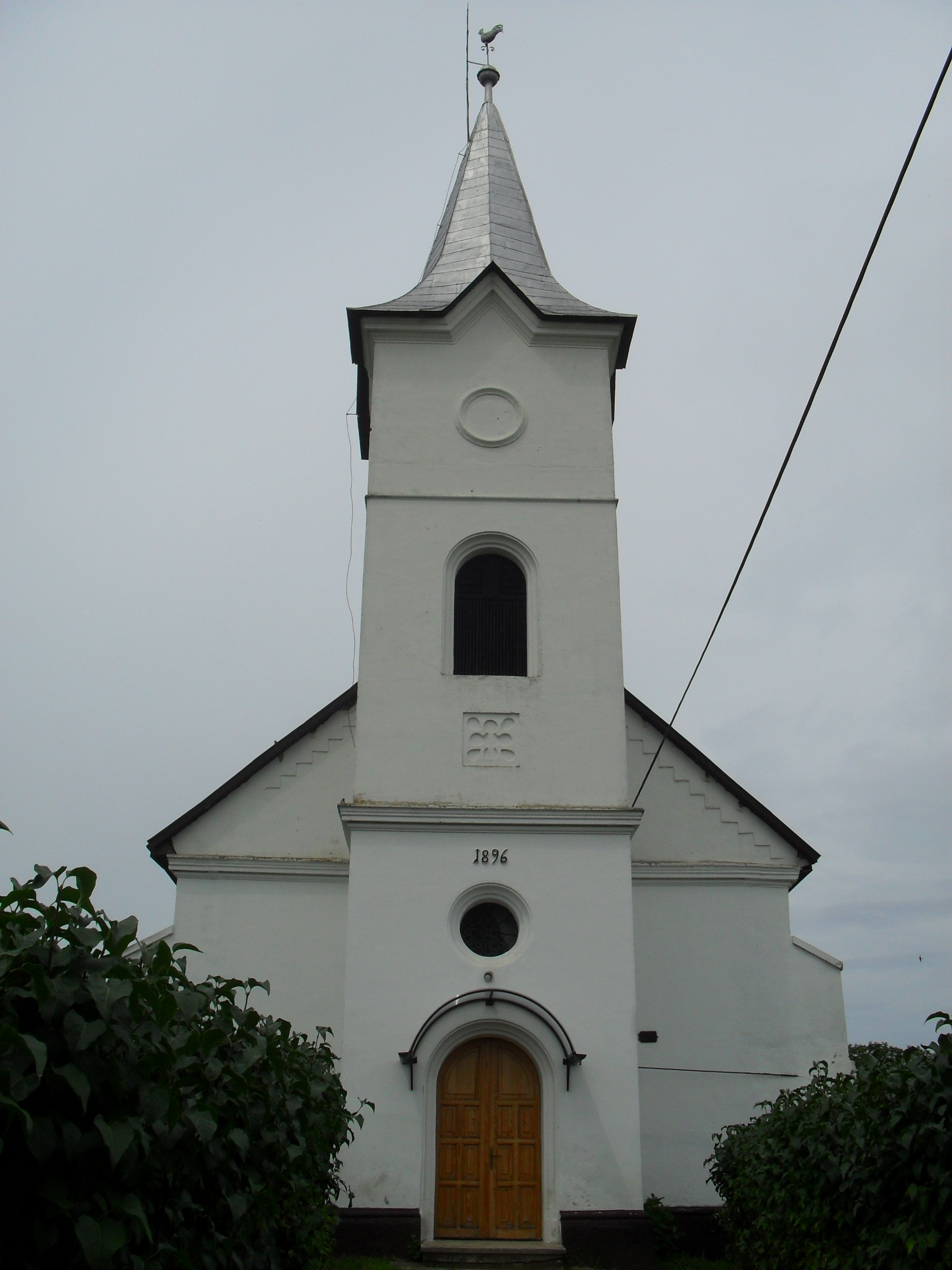
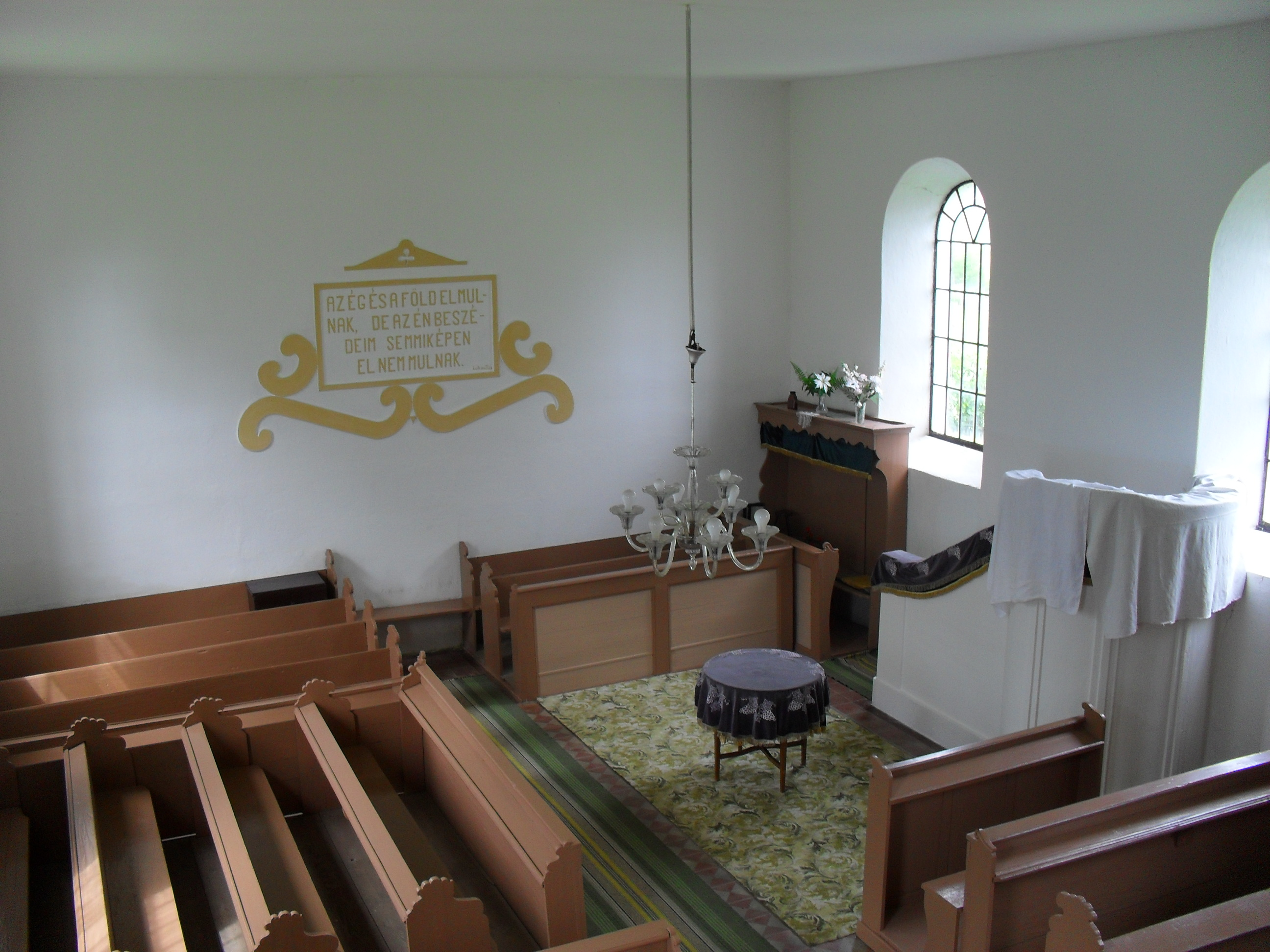
Interiér kostela
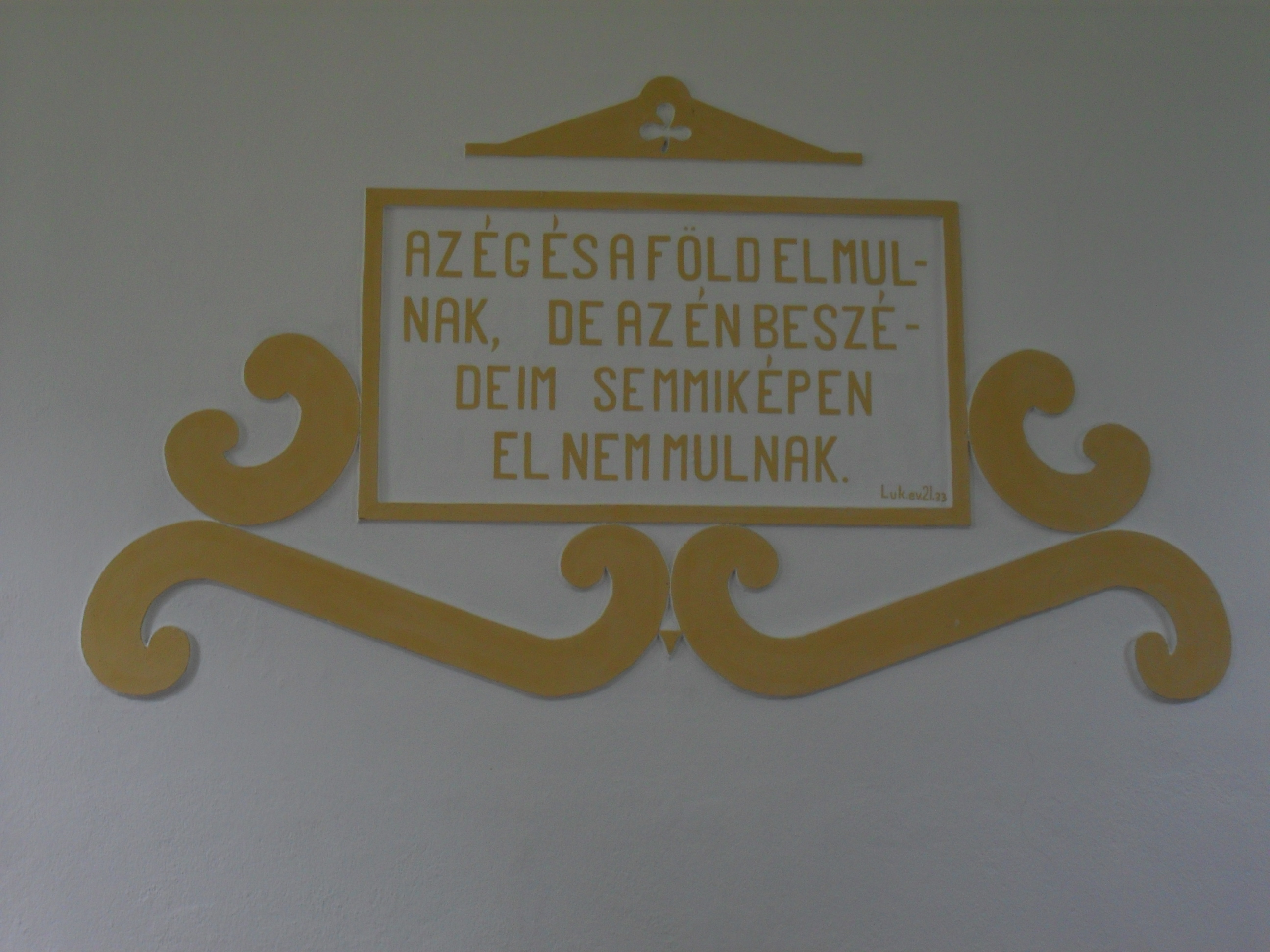
Nápis v interiéru kostela
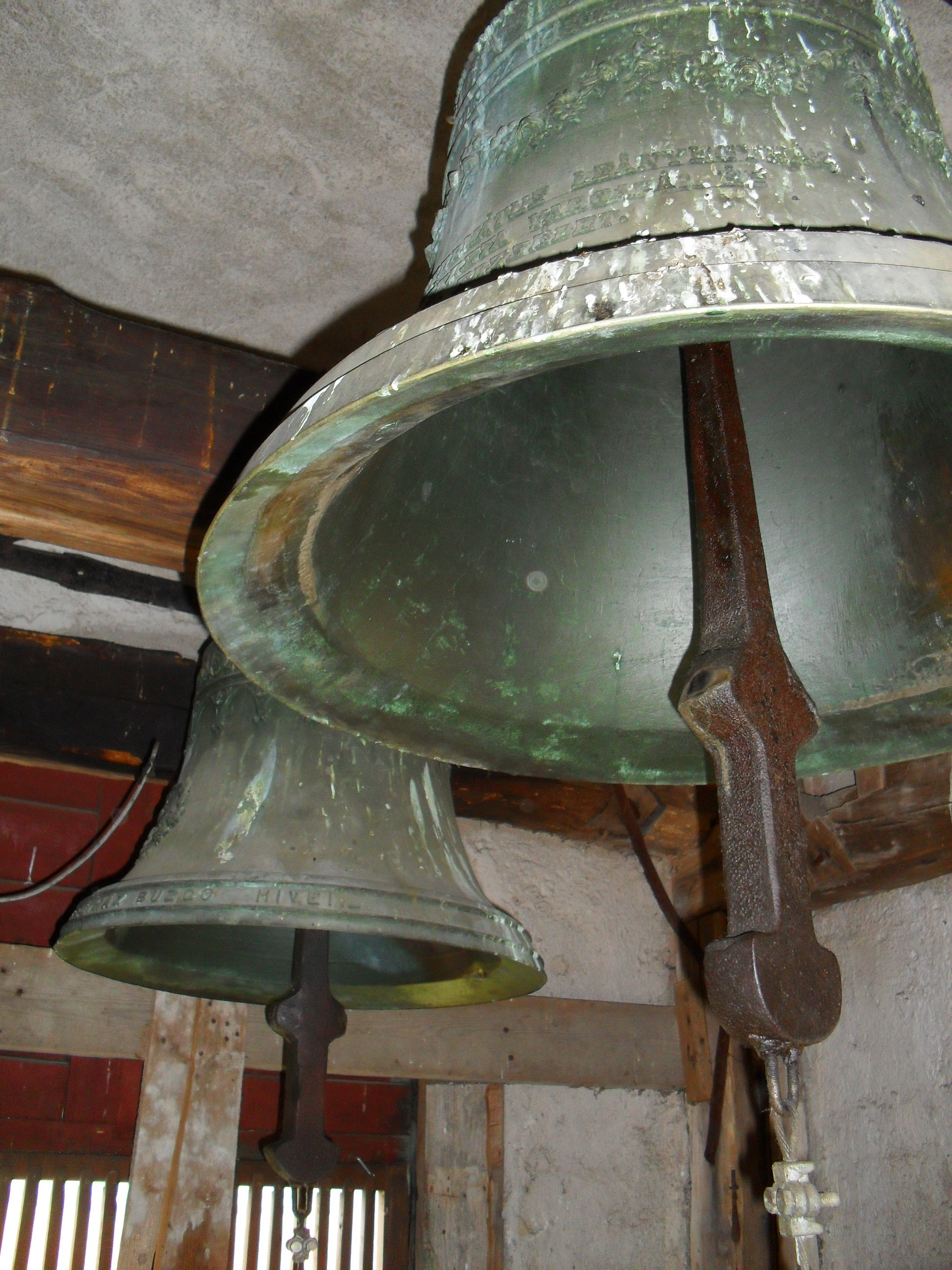
Zvony v kostele